# Уні (притока Лекми)
Уні́ (рос. Уни) — невелика річка в Юкаменському районі Удмуртії, Росія, ліва притока Лекми.
Бере початок на Красногорській височині. Протікає на північний схід, впадає до річки Лекма навпроти села Жуки. На річці створено невеликі ставки (найбільший площею 0,13 км² біля колишнього села Останапієво), має декілька дрібних приток.
Ширина русла до 7 м, глибина до 0,4 м, дно вкрите водоростями.
На річці розташовані села Верх-Уні та Ситники, через річку збудовано міст в середній течії.